# UFC 268
UFC 268: Usman vs. Covington 2 è stato un evento di arti marziali miste tenuto dalla Ultimate Fighting Championship il 6 novembre 2021 al Madison Square Garden di New York City, negli Stati Uniti.

## Risultati
|                                        | Divisione               |                     |                 |                     | Metodo                                      | Round           | Tempo           | Premio          |
| Card Principale                        | Card Principale         | Card Principale     | Card Principale | Card Principale     | Card Principale                             | Card Principale | Card Principale | Card Principale |
| -------------------------------------- | ----------------------- | ------------------- | --------------- | ------------------- | ------------------------------------------- | --------------- | --------------- | --------------- |
| Sfida valida per il titolo di campione | Pesi welter             | Kamaru Usman (c)    | batte           | Colby Covington     | Decisione unanime (48–47, 48–47, 49–46)     | 5               | 5:00            |                 |
| Sfida valida per il titolo di campione | Pesi paglia femminili   | Rose Namajunas (c)  | batte           | Zhang Weili         | Decisione non unanime (47–48, 48–47, 49–46) | 5               | 5:00            |                 |
|                                        | Pesi gallo              | Marlon Vera         | batte           | Frankie Edgar       | KO (calcio frontale)                        | 3               | 3:50            | POTN            |
|                                        | Pesi piuma              | Shane Burgos        | batte           | Billy Quarantillo   | Decisione unanime (29–28, 29–28, 29–28)     | 3               | 5:00            |                 |
|                                        | Pesi leggeri            | Justin Gaethje      | batte           | Michael Chandler    | Decisione unanime (29–28, 29–28, 30–27)     | 3               | 5:00            | FOTN            |
| Card Principale                        |                         |                     |                 |                     |                                             |                 |                 |                 |
|                                        | Pesi medi               | Alex Pereira        | batte           | Andreas Michailidis | KO tecnico (ginocchiata saltata e pugni)    | 2               | 0:18            | POTN            |
|                                        | Pesi leggeri            | Bobby Green         | batte           | Al Iaquinta         | KO tecnico (pugni)                          | 1               | 2:25            | POTN            |
|                                        | Pesi medi               | Chris Curtis        | batte           | Phil Hawes          | KO (pugni)                                  | 1               | 4:27            |                 |
|                                        | Pesi medi               | Nassourdine Imavov  | batte           | Edmen Shahbazyan    | KO tecnico (gomitate)                       | 2               | 4:42            |                 |
|                                        | Pesi welter             | Ian Garry           | batte           | Jordan Williams     | KO (pugni)                                  | 1               | 4:59            |                 |
|                                        | Pesi massimi            | Chris Barnett       | batte           | Gian Villante       | KO tecnico (spinning wheel kick e pugni)    | 2               | 2:23            | POTN            |
|                                        | Pesi mediomassimi       | Dustin Jacoby       | batte           | John Allan          | Decisione unanime (29–28, 29–28, 30–27)     | 3               | 5:00            |                 |
|                                        | Catchweight (148.4 lbs) | Melsik Baghdasaryan | batte           | Bruno Souza         | Decisione unanime (29–28, 29–28, 29–28)     | 3               | 5:00            |                 |
|                                        | Catchweight (127.4 lbs) | Ode' Osbourne       | batte           | CJ Vergara          | Decisione unanime (29–28, 29–28, 29–28)     | 3               | 5:00            |                 |

## Premi
I lottatori premiati ricevettero un bonus di 50.000 dollari.
Legenda:
- FOTN: Fight of the Night (vengono premiati entrambi gli atleti per il miglior incontro dell'evento)
- POTN: Performance of the Night (viene premiato il vincitore per la migliore performance dell'evento)